# Жемчужный (Брестская область)
Жемчужный (бел. Жамчужны) — агрогородок в Барановичском районе Брестской области Белоруссии. Административный центр Жемчужненского сельсовета. Находится в 12 км западнее районного центра Барановичи, на автодороге Брест — Минск. Население — 4620 человек (2023).

## География
В 400 метрах к востоку от агрогородка берёт начало ручей Прудовица, правый приток реки Мышанка.

## История
Создан в 1982 году как посёлок двух крупных сельхозпредприятий — птицефабрики «Дружба» и свиноводческого комплекса «Восточный». Первоначально входил в состав Новомышского сельсовета. С 18 марта 1985 года центр Жемчужненского сельсовета. В 1979 года был разработан генплан, а в 1980 году — проект застройки жилой зоны комплекса «Восточный».

## Население
По состоянию на 1 января 2023 года в агрогородке проживало 4620 человек в 1684 хозяйствах, в том числе 1147 моложе трудоспособного возраста, 2585 — в трудоспособном возрасте и 888 — старше трудоспособного возраста. 
| Численность населения (по переписи) | Численность населения (по переписи) | Численность населения (по переписи) |
| 1999                                | 2009                                | 2019                                |
| ----------------------------------- | ----------------------------------- | ----------------------------------- |
| 3280                                | ↗3600                               | ↗4136                               |

## Застройка
Компактный, благоустроенный посёлок застраивался 3-4 этажными секционными домами, имеется также усадебная застройка (двухэтажные 1-2 квартирные жилые дома). Главная улица — проспект Строителей — идёт с севера на юг, перпендикулярно ей проходят ещё шесть улиц.

## Инфраструктура
В агрогородке имеется отделение связи, Дом культуры, библиотека, поликлиника и средняя школа. Ансамблю ДК присвоено почётное название народного, в школе работает краеведческий музей.
- Отделение почтовой связи — улица Центральная, 6[1].
- Жемчужненская средняя школа, Краеведческий музей — улица Центральная, 7[1].
- Дом культуры — улица Парковая, 3[1].
- Врачебная амбулатория 61 — улица Ленина, 3[1].
- Белгосстрах — улица Ленина, 7[1].
- Жемчужненская АВОП — улица Парковая, 1[1].

## Культура
- Дом культуры
- Историко-краеведческий музей ГУО «Жемчужненская средняя школа»

## Достопримечательности

#### Памятник, скульптура
- Монумент солдату. Памятник погибшим землякам в годы Великой Отечественной войны[1].